# Liste der Kulturgüter in Elgg
Die Liste der Kulturgüter in Elgg enthält alle Objekte in Elgg im Kanton Zürich, die gemäss der Haager Konvention zum Schutz von Kulturgut bei bewaffneten Konflikten, dem Bundesgesetz vom 20. Juni 2014 über den Schutz der Kulturgüter bei bewaffneten Konflikten sowie der Verordnung vom 29. Oktober 2014 über den Schutz der Kulturgüter bei bewaffneten Konflikten unter Schutz stehen.
Objekte der Kategorien A und B sind vollständig in der Liste enthalten, Objekte der Kategorie C fehlen zurzeit (Stand: 1. Januar 2023). Unter übrige Baudenkmäler sind weitere geschützte Objekte zu finden, die im Verzeichnis der Objekte von überkommunaler Bedeutung der kantonalen Denkmalpflege zu finden und nicht bereits in der Liste der Kulturgüter enthalten sind.

## Kulturgüter
| Foto | | Objekt | Kat. | Typ | Standort                                | Beschreibung |
| ---- | --- | --- | ---- | --- | --------------------------------------- | ------------ |
| ja   | Datei hochladen · Wikidata zu Reformierte Kirche mit Pfarrhaus (Q29574014)                                            | Reformierte Kirche Elgg mit Pfarrhaus KGS-Nr.: 07443                                                                                    | A    | G   | Lindenplatz 1a, 2 707672 / 260909       |              |
| ja   | Datei hochladen · Wikidata zu Schloss mit Nebenbauten (Q2240812)                                                      | Schloss Elgg mit Nebenbauten (ehemalige Schlosstrotte, Pächterhaus, Waschhaus, Scheunen, Ställe) KGS-Nr.: 07444                         | A    | G   | Schloss 1–3 707565 / 260157             |              |
| ja   | Datei hochladen · Wikidata zu Ehemaliges Gasthaus zur Meise (Q29932571)                                               | Ehemaliges Gasthaus zur Meise KGS-Nr.: 07442                                                                                            | B    | G   | Vordergasse 16 707685 / 260962          |              |
| ja   | Datei hochladen · Wikidata zu Burgruine Schauenberg (Q693822)                                                         | Schauenberg, mittelalterliche Burgruine und neuzeitliche Hochwacht KGS-Nr.: 07496                                                       | B    | F   | Hofstetten, Schauenberg 707633 / 257570 |              |
| BW   | Datei hochladen · Wikidata zu Doktorhaus, sogenanntes Türmlihaus (Q29932766)                                          | Doktorhaus, sogenanntes Türmlihaus KGS-Nr.: 07497                                                                                       | B    | G   | Hofstetten, Am Bächli 2 706636 / 258777 |              |
| ja   | Datei hochladen · Wikidata zu Gisidal / Birmistel, neuzeitliches Kohlebergwerk (Q29932572)                            | Gisidal / Birmistel, neuzeitliches Kohlebergwerk KGS-Nr.: 12542                                                                         | B    | F   | 708076 / 262523                         |              |
| ja   | Datei hochladen · Wikidata zu Wohnhäuser Sulzerhof mit ehemaligem Waschhaus, Gewächshaus und Gartenanlage (Q29932574) | Wohnhäuser Sulzerhof mit ehemaligem Waschhaus, Gewächshaus und Gartenanlage KGS-Nr.: 12543                                              | B    | G   | Sulzerhof 1–4 709575 / 261492           |              |
| BW   | Datei hochladen | Elgg, bronzezeitlich-neuzeitliche Siedlung / frühmittelalterlich-mittelalterliche Kirche / eisenzeitlich-römische Gräber KGS-Nr.: 12734 | B    | F   | 707729 / 260900                         |              |

## Übrige Baudenkmäler
| ID             | Foto |                                                      | Objekt                                                 | Kat.    | Typ | Standort                               | Beschreibung |
| -------------- | ---- | ---------------------------------------------------- | ------------------------------------------------------ | ------- | --- | -------------------------------------- | ------------ |
| 21700013       | ja   | Datei hochladen                                      | Sulzerhof, ehemaliges Waschhaus                        | B reg.  | G   | Sulzerhof 2.2 709614 / 261517          |              |
| 21700014       | ja   | Datei hochladen                                      | Sulzerhof, Gewächshaus                                 | B reg.  | G   | Sulzerhof 2.1 709579 / 261524          |              |
| 21700015       | ja   | Datei hochladen                                      | Sulzerhof, Wohnhaus I                                  | B reg.  | G   | Sulzerhof 1 709562 / 261489            |              |
| 21700015BEI1   | ja   | Datei hochladen                                      | Sulzerhof, Wohnhaus II                                 | B reg.  | G   | Sulzerhof 2 709584 / 261487            |              |
| 21700015BEI2   | ja   | Datei hochladen                                      | Sulzerhof, Wohnhaus III                                | B reg.  | G   | Sulzerhof 3 709603 / 261476            |              |
| 21700015BEI3   | ja   | Datei hochladen                                      | Sulzerhof, Wohnhaus IV                                 | B reg.  | G   | Sulzerhof 4 709617 / 261474            |              |
| 217GARTEN00015 | ja   | Datei hochladen                                      | Sulzerhof, Gartenanlage                                | B kant. | G   | Sulzerhof 1 709582 / 261467            |              |
| 21700047       |      | Datei hochladen                                      | Bauernhaus                                             | B reg.  | G   | Rappenstein 708644 / 258974            |              |
| 21700073       | ja   | Datei hochladen                                      | Schloss Elgg, Scheune mit Wagenschopf                  | B kant. | G   | Schloss 2.3 707545 / 260065            |              |
| 21700074       | ja   | Datei hochladen                                      | Schloss Elgg, Waschhaus                                | B kant. | G   | Schloss 2.1 707548 / 260081            |              |
| 21700075       | ja   | Datei hochladen                                      | Schloss Elgg, Scheune / Ställe                         | B kant. | G   | Schloss 4.2 707507 / 260074            |              |
| 21700076       | ja   | Datei hochladen                                      | Schloss Elgg, ehemalige Schlosstrotte / Schlossschenke | B kant. | G   | Schloss 1 707520 / 260111              |              |
| 21700077       | ja   | Datei hochladen                                      | Schloss Elgg, Pächterhaus                              | B kant. | G   | Schloss 707551 / 260095                |              |
| 21700131       | ja   | Datei hochladen                                      | Untermühle, Wohnhaus                                   | B reg.  | G   | Obermühle 2 707389 / 261163            |              |
| 21700132       | ja   | Datei hochladen                                      | Untermühle, Schopf                                     | B reg.  | G   | bei Obermühle 2 707380 / 261151        |              |
| 21700133       | ja   | Datei hochladen                                      | Untermühle, Stallscheune                               | B reg.  | G   | Untermühle 707366 / 261185             |              |
| 21700187       | ja   | Datei hochladen                                      | Wohnhaus                                               | C       | G   | Poststrasse 4 707586 / 260985          |              |
| 21701188       | ja   | Datei hochladen                                      | Schulanlage Gerbestrasse, Turnhalle von 1994           | B reg.  | G   | bei Bahnhofstrasse 39 707713 / 261200  |              |
| 21700201       | ja   | Datei hochladen                                      | Gemeindehaus, ehemaliges Primarschulhaus Dorf          | B reg.  | G   | Poststrasse 12 707589 / 260903         |              |
| 21700226       | ja   | Datei hochladen                                      | Wohnhaus                                               | B reg.  | G   | Hintergasse 18 707664 / 260784         |              |
| 21700247       | ja   | Datei hochladen                                      | Ehemaliges Bauernhaus                                  | C       | G   | Hintergasse 32 707749 / 260766         |              |
| 21700256       | ja   | Datei hochladen                                      | Ehemaliges Gemeindehaus / Schützenhaus                 | B reg.  | G   | Hintergasse 19 707805 / 260777         |              |
| 21700266       | ja   | Datei hochladen                                      | Wohnhaus                                               | C       | G   | Äussere Obergasse 4 707800 / 260869    |              |
| 21700288       | ja   | Datei hochladen                                      | Gasthaus Krone, ehemaliges Gemeindehaus                | C       | G   | Obergasse 2 707741 / 260933            |              |
| 21700289       | ja   | Datei hochladen                                      | Wohn- und Geschäftshaus                                | C       | G   | Vordergasse 18 707726 / 260936         |              |
| 21700291       | ja   | Datei hochladen                                      | Kirchgemeindehaus, ehemalige Schule                    | C       | G   | Lindenplatz 1 707655 / 260927          |              |
| 21700293       | ja   | Datei hochladen · Wikidata zu Pfarrhaus (Q113657465) | Reformiertes Pfarrhaus                                 | B reg.  | G   | Lindenplatz 2 707638 / 260899          |              |
| 21700304       | ja   | Datei hochladen                                      | Wohnhaus                                               | C       | G   | Lindenplatz 5 707645 / 260953          |              |
| 21700335       | ja   | Datei hochladen                                      | Schulanlage Gerbestrasse, Kindergartengebäude          | B reg.  | G   | Gerbestrasse 1 707689 / 261112         |              |
| 21700355       | ja   | Datei hochladen                                      | Schulanlage Gerbestrasse, Oberstufenschulhaus (1910)   | B reg.  | G   | Bahnhofstrasse 39 707616 / 261154      |              |
| 21700373       | ja   | Datei hochladen                                      | Wohnhaus                                               | B reg.  | G   | Obergasse 14 707754 / 260806           |              |
| 21700457       | ja   | Datei hochladen                                      | Bauernhaus Landihof                                    | B reg.  | G   | Landihof 708997 / 261476               |              |
| 21701197       | ja   | Datei hochladen                                      | Wohnhaus                                               | B reg.  | G   | Äussere Hintergasse 3a 707661 / 260776 |              |
| 217GRENZE00007 |      | Datei hochladen                                      | Alter Grenzstein                                       | B reg.  | K   | 705600 / 260800                        |              |
| 217GRENZE00008 |      | Datei hochladen                                      | Alter Grenzstein                                       | B reg.  | K   | 705150 / 261000                        |              |
| 217GRENZE00010 |      | Datei hochladen                                      | Alter Grenzstein                                       | B reg.  | K   | 705950 / 261675                        |              |
| 217GRENZE00012 |      | Datei hochladen                                      | Alter Grenzstein                                       | B reg.  | K   | 704625 / 263250                        |              |
| 22200285       |      | Datei hochladen                                      | Ehemaliges Bauernhaus                                  | C       | G   | Wenzikon 705264 / 260101               |              |
| 22200312       |      | Datei hochladen                                      | Ehemaliges Bauernhaus                                  | C       | G   | Wenzikon 705240 / 260140               |              |
| 22200451       |      | Datei hochladen                                      | Ehemaliger Zehntenspeicher                             | B reg.  | G   | Dickbuch 704951 / 261622               |              |

Legende: Im Wesentlichen siehe Legende der Liste der Kulturgüter von nationaler und regionaler Bedeutung, mit folgenden Ausnahmen:
- Anstelle der KGS-Nummer wird als Objekt-Identifikator (ID) die Inventarnummer im Verzeichnis der Objekte von überkommunaler Bedeutung des kantonalen Denkmalschutzamtes verwendet.
- Bei den Kategorien wird wie folgt unterschieden: B kant. = Objekt von kantonaler Bedeutung (Kanton Zürich); B reg. = Objekt von regionaler Bedeutung (Kanton Zürich).